# Vinciguerria
Vinciguerria è un genere di pesci ossei abissali appartenente alla famiglia Phosichthyidae.

## Distribuzione e habitat
Il genere è presente in tutti gli oceani. Nel mar Mediterraneo sono presenti Vinciguerria attenuata e V. poweriae. Sono pesci batipelagici.

## Specie
- Vinciguerria attenuata
- Vinciguerria lucetia
- Vinciguerria mabahiss
- Vinciguerria nimbaria
- Vinciguerria poweriae[1]